# The Spirit Room
The Spirit Room fue el álbum debut de la cantautora estadounidense Michelle Branch. Fue puesto en venta el 14 de agosto de 2001 de mano de la discográfica Maverick Records. Vendió 500 000 copias hasta el año siguiente, siendo así certificado como Disco de Oro por la RIIA. En total se han vendido aproximadamente 4 913 692 de copias: 3 millones a nivel mundial y casi 2 en EE. UU..

## Lista de canciones
Prácticamente todas las canciones han sido escritas por Michelle. No hubo ninguna edición de este álbum con bonus tracks ni B-sides.
1. "Everywhere" (Michelle Branch, John Shanks) – 3:36
2. "You Get Me" (Branch, Abra Moore, Shelly Peiken, Shanks) – 3:53
3. "All You Wanted" – 3:38
4. "You Set Me Free" (Branch, Shanks) – 3:11
5. "Something to Sleep To" (Branch, Jennifer Hagio, Shanks) – 4:15
6. "Here with Me" (Branch, Shanks) – 3:26
7. "Sweet Misery" – 3:43
8. "If Only She Knew" – 4:19
9. "I'd Rather Be in Love" – 3:55
10. "Goodbye To You" – 4:12
11. "Drop in the Ocean" (Branch, Hagio, Will Golden, Bernie Reilly) – 4:19

## Itunes Deluxe Version
1. "Everywhere" (Michelle Branch, John Shanks) – 3:36
2. "You Get Me" (Branch, Abra Moore, Shelly Peiken, Shanks) – 3:53
3. "All You Wanted" – 3:38
4. "You Set Me Free" (Branch, Shanks) – 3:11
5. "Something to Sleep To" (Branch, Jennifer Hagio, Shanks) – 4:15
6. "Here with Me" (Branch, Shanks) – 3:26
7. "Sweet Misery" – 3:43
8. "If Only She Knew" – 4:19
9. "I'd Rather Be in Love" – 3:55
10. "Goodbye To You" – 4:12
11. "Drop in the Ocean" (Branch, Hagio, Will Golden, Bernie Reilly) – 4:19
12. "Life On Mars" (Cover Song) [Bonus Track] (David Bowie) – 3:42
13. "Goodbye To You" (Unplugged Version) [Bonus Track] – 4:10
14. "All You Wanted" (Unplugged Version) [Bonus Track] – 3:34
15. "Everywhere" (Acoustic Version) [Bonus Track] (Michelle Branch, John Shanks) – 3:33
16. "Goodbye To You" (Music Video) – 3:56
17. "All You Wanted" (Music Video) – 3:40
18. "Everywhere" (Music Video) – 3:33

## 20th Anniversary Edition
1. "Everywhere" (20th Anniversary Edition) – 3:36
2. "You Get Me" (20th Anniversary Edition) – 3:53
3. "All You Wanted" (20th Anniversary Edition) – 3:38
4. "You Set Me Free" (20th Anniversary Edition) – 3:11
5. "Something to Sleep To" (20th Anniversary Edition) – 4:15
6. "Here with Me" (20th Anniversary Edition) – 3:26
7. "Sweet Misery" (20th Anniversary Edition) – 3:43
8. "If Only She Knew" (20th Anniversary Edition) – 4:19
9. "I'd Rather Be in Love" (20th Anniversary Edition) – 3:55
10. "Goodbye To You" (20th Anniversary Edition) – 4:12
11. "Drop in the Ocean" (20th Anniversary Edition) – 4:19
12. "Paper Pieces" (20th Anniversary Edition) – 3:42
13. "Everywhere" Alternate Version – 3:33

## Sencillos
Del debut se desecharon 3 sencillos, todos con su correspondiente videoclip. El primero fue "Everywhere" ("En todas partes") el cual fue bastante exitoso, colocándose en los Top 20 y Top 40 de las listas más populares del mundo. Esta canción apareció en la película American Pie. Meses más tarde llegaría "All you wanted" ("Todo lo que querías") que tuvo un éxito bastante similar al de su antecesor y superándolo en el Billboard Hot 100 de EE. UU. Esta canción fue utilizada para el primer tráiler de la serie de FOX Tru Calling.
Al año siguiente llegó su tercer y último sencillo "Goodbye to you", mucho más sentimental que los dos anteriores. Pese a no tener tanto éxito como sus antecesores, obtuvo una popularidad bastante regular en EE. UU. Michelle Branch apareció cantando esta canción en las series de la WB Buffy Cazavampiros y Embrujadas.

## Posiciones en las listas

### The Spirit Room (álbum)
| Año  | Listas                             | Su Posición |
| ---- | ---------------------------------- | ----------- |
| 2001 | U.S. Billboard 200                 | 28          |
| 2001 | U.S. Billboard Top Internet Albums | 25          |
| 2002 | Australian ARIA Albums Chart       | 25          |
| 2002 | UK Albums Chart                    | 54          |
| 2003 | U.S. Billboard 200                 | 28          |

### Sencillos
| Sencillo         | Lista (2001)                                | Su posición |
| ---------------- | ------------------------------------------- | ----------- |
| "Everywhere"     | U.S. Billboard Adult Top 40                 | 9           |
| "Everywhere"     | U.S. Billboard Latin Pop Airplay            | 36          |
| "Everywhere"     | U.S. Billboard Latin Tropical/Salsa Airplay | 31          |
| "Everywhere"     | U.S. Billboard Hot 100                      | 12          |
| "Everywhere"     | U.S. Billboard Top 40 Adult Recurrents      | 3           |
| "Everywhere"     | U.S. Billboard Top 40 Mainstream            | 5           |
| "Everywhere"     | U.S. Billboard Top 40 Tracks                | 6           |
| "Everywhere"     | UK Singles Chart (2002)                     | 18          |
| Single           | Listas (2002)                               | Su posición |
| "All You Wanted" | U.S. Billboard Adult Contemporary           | 30          |
| "All You Wanted" | U.S. Billboard Adult Top 40                 | 4           |
| "All You Wanted" | U.S. Billboard Hot 100                      | 6           |
| "All You Wanted" | U.S. Billboard Top 40 Adult Recurrents      | 1           |
| "All You Wanted" | U.S. Billboard Top 40 Mainstream            | 2           |
| "All You Wanted" | U.S. Billboard Top 40 Tracks                | 3           |
| "All You Wanted" | UK Singles Chart                            | 33          |
| Single           | Listas (2003)                               | Su posición |
| "Goodbye to You" | U.S. Billboard Adult Top 40                 | 15          |
| "Goodbye to You" | U.S. Billboard Hot 100                      | 21          |
| "Goodbye to You" | U.S. Billboard Top 40 Mainstream            | 11          |
| "Goodbye to You" | U.S. Billboard Top 40 Tracks                | 13          |
| "Goodbye to You" | U.S. Billboard Top 40 Adult Recurrents      | 11          |

## Cronología de sus Trabajos
Anteriores
- 2000 - Broken Bracelet

Posteriores
- 2003 - Hotel Paper
- 2006 - Stand still, look pretty (en The Wreckers).
- 2009 - Everything comes and goes